# Seenotrettungsstation Darßer Ort/Prerow
Die Seenotrettungsstation Darßer Ort/Prerow ist eine Station der Deutschen Gesellschaft zur Rettung Schiffbrüchiger (DGzRS) in Prerow. Sie liegt in der Nähe zur stark befahrenen Kadetrinne und besitzt für die Seenotrettung einen Seenotkreuzer. Seit Oktober 2024 hat die Station einen Liegeplatz im neu gebauten Inselhafen Prerow, der bisherige Standort im Nothafen Darßer Ort wurde 2023 geschlossen.

## Geschichte

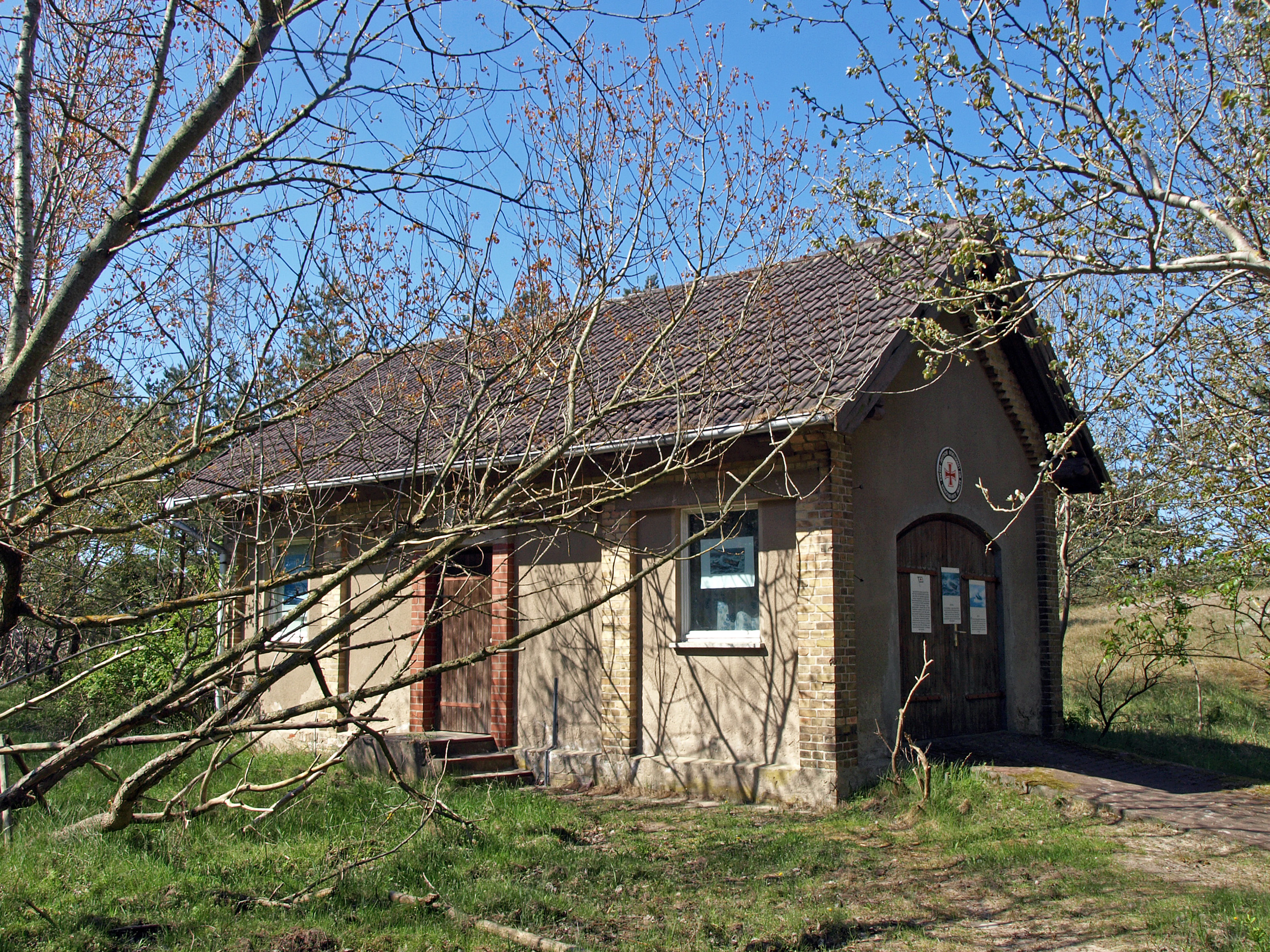
Alter Rettungsschuppen am Leuchtturm

Seit 1815 gehört der nördliche Darß mit der kleinen Hafenstadt Prerow zu Preußen, das damals die Seenotrettung über seine Lotsenstationen organisierte. Erstmalig wurde 1854 eine Rettungsstation am Darßer Ort erwähnt, die unter der Aufsicht des Leuchtturmwärters stand. Der Leuchtturm wird seit 1848 betrieben. Nach Gründung des Neuvorpommersch-Rügenschen Vereins zur Rettung Schiffbrüchiger übernahm dieser 1866 die Station und wurde kurze darauf zum Bezirksverein der DGzRS. Wegen Problemen mit der Besetzung des Ruderrettungsboots musste das Boot 1869 ins nahe Prerow verlegt werden. Ein Jahr später lieferte die Gesellschaft einen Raketenapparat an die Landspitze und errichtete dazu einen massiven Rettungsschuppen, der heute noch neben dem Leuchtturm steht. Zur Nachrichtenübermittlung zwischen Leuchtturm und Prerow konnte ab 1893 eine telefonische Verbindung zum Leuchtfeuergehöft genutzt werden.
Mit Ende des Zweiten Weltkriegs ging die die Station verloren und wurde erst 1962 durch den Seenotrettungsdienst der DDR wieder eingerichtet. Nach der Wende übernahm die DGzRS die historische Station und stationierte im Nothafen den Seenotkreuzer G. KUCHENBECKER. Seit Verlegung des Kreuzers VORMANN JANTZEN aus Warnemünde zum Darßer Ort besteht die Besatzung aus fest angestellten Kräften, die rund um die Uhr den Kreuzer besetzen. Die weiteren Schiffe der Station sind in der Liste der Stationierten Rettungseinheiten zu finden.
Da der Nothafen Darßer Ort schon 2023 vor Fertigstellung des Inselhafens geschlossen wurde, musste der Seenotkreuzer vorübergehend in Barhöft seinen Liegeplatz einnehmen. Der Hafen ist jedoch zu weit entfernt und erfordert eine zu lange Anmarschzeit für Einsätze in der Kadetrinne. Er war und wird aber dauerhaft als Ausweichliegeplatz bei Extremwetterlagen und als Versorgungshafen erhalten bleiben. Mit der Hafenerweiterung in Barhöft baut die DGzRS ein eigenes Stationsgebäude auf der NW-Seite des Hafens. Im Oktober 2024 wurde der neu geschaffene Inselhafen eröffnet und die NIS RANDERS kann nun dauerhaft am Kopf der 700 Meter langen Seebrücke Prerow festmachen.

## Einsatzgebiet
Das Revier der Seenotretter ist die Ostsee zwischen der Halbinsel Fischland-Darß-Zingst und den dänischen Inseln Falster und Møn. Hier verläuft die schwierig zu befahrene Kadetrinne, die mit über 60.000 Durchfahrten pro Jahr einer der am stärksten befahrenen Seewege Europas ist. Neben vielen Frachtschiffen verkehren Fähren und große Kreuzfahrtschiffe über diese Fahrrinne. Bei Erkrankungen oder Unfällen an Bord stehen die Retter bereit, um die betroffenen Personen abzubergen und zur Weiterbehandlung an Land zu bringen.
Für Segelboote oder andere Freizeitboote ist der Inselhafen Prerow der einzige Hafen auf dem langen Weg von Warnemünde nach Hiddensee und Rügen. Besonders bei dem vorherrschenden Südwestwind kann der Rückweg gefährlich werden. Bei Motor- oder Ruderschaden und sonstigen Notlagen an Bord der Freizeitboote müssen die Seenotretter Hilfe leisten.
Für die Flachwassergebiete an der Küste stehen Seenotrettungsboote an den Ufern des Darß bereit, mit denen der Kreuzer regelmäßig zusammenarbeitet. Bei umfangreicheren Rettungs- oder Suchaktionen auf der Ostsee erfolgt der Einsatz von Seenotkreuzern weiterer Stationen:
- Boot der Seenotrettungsstation Wustrow
- Boot der Seenotrettungsstation Zingst
- Boot der Seenotrettungsstation Vitte/Hiddensee
- Kreuzer der Seenotrettungsstation Sassnitz
- Kreuzer der Seenotrettungsstation Warnemünde

## Rettungseinheit
Seit September 2021 ist die NIS RANDERS an der Nordspitze des Darß im Einsatz. Der Kreuzer war 2020 auf Kiel gelegt und im August 2021 fertiggestellt worden. Seine Taufe fand am 11. September 2021 auf seiner Bauwerft in Berne/Unterweser statt. Das 8,20 Meter lange Tochterboot in der Heckwanne trägt den Namen UWE. Die NIS RANDERS ist der sechste SK-Neubau der 28-Meter-Klasse von der Fassmer-Werft in Berne-Motzen. Wie alle modernen Seenotrettungskreuzer ist die NIS RANDERS als Selbstaufrichter konstruiert und kann sich nach einer Kenterung wieder von selbst in die aufrechte Schwimmlage bringen. Zwei Dieselmotoren mit 3.916 PS Gesamtleistung reichen für eine maximale Geschwindigkeit von 24 Knoten (44 km/h). Der im Inselhafen stationierte Seenotkreuzer wird durch eine fest angestellte Crew von vier Personen gefahren, die rund um die Uhr zum Einsatz bereitsteht. Insgesamt stehen neun hauptamtliche Kräfte zur Verfügung, die bei Bedarf von sechs Freiwilligen unterstützt werden. Während der Dienstzeit wird laufend der Schiffsfunk mitgehört, um im Notfall sofort auslaufen zu können. Die Alarmierung erfolgt ansonsten durch die Zentrale der DGzRS in Bremen, wo die Rettungsleitstelle See (MRCC Bremen) ständig alle Alarmierungswege für die Seenotrettung überwacht.
Der Vorgänger THEO FISCHER, ein Kreuzer der 23,1-Meter-Klasse, wurde auf der DGzRS-Werft in Bremen einer Generalüberholung unterzogen und wird seit September 2021 als Springer ohne feste Station eingesetzt. Damit vertritt er andere Rettungseinheiten bei deren Werftzeiten.
| Stationierung von Motorrettungsbooten    |                  |          |                   |                            |              |                |                         |
| Zeitraum                                 | Schiffsname      | Reg.-Nr. | Länge oder Klasse | Anz. Motoren ges. Leistung | max. Geschw. | vorige Station | Verlegung bzw. Verbleib |
| Seenotrettungseinheiten der DDR          |                  |          |                   |                            |              |                |                         |
| 1962 → 1967                              | PREROW           | ?        | 9,15 m            | 1 → 36 PS                  | 8 kn         | Neubau         | ausgemustert            |
| 1967 → 1984                              | DARSSER ORT (I)  | ?        | 18-m-Serie        | 2 → 200 PS                 | 10 kn        | Barhöft        | ausgemustert            |
| 1984 → 1992                              | DARSSER ORT (II) | ?        | 16,88 m           | 1 → 150 PS                 | 10 kn        | ehem. Zollboot | ausgemustert            |
| Stationierung von Seenotrettungskreuzern |                  |          |                   |                            |              |                |                         |
| 1992 → 1997                              | G. KUCHENBECKER  | KRS 05   | 19-Meter-Klasse   | 1 → 830 PS                 | 18 kn        | Sassnitz       | ausgemustert            |
| 1997 → 2003                              | VORMANN JANTZEN  | KRS 21   | 23,3-Meter-Klasse | 2 → 1.944 PS               | 20 kn        | Warnemünde     | → Springer              |
| 2003 → 2021                              | THEO FISCHER     | SK 27    | 23-Meter-Klasse   | 2 → 2.700 PS               | 23 kn        | Warnemünde     | → Springer              |
| seit 2021                                | NIS RANDERS      | SK 42    | 28-Meter-Klasse   | 2 → 3.916 PS               | 24 kn        | Neubau         | auf Station             |

Quelle: 

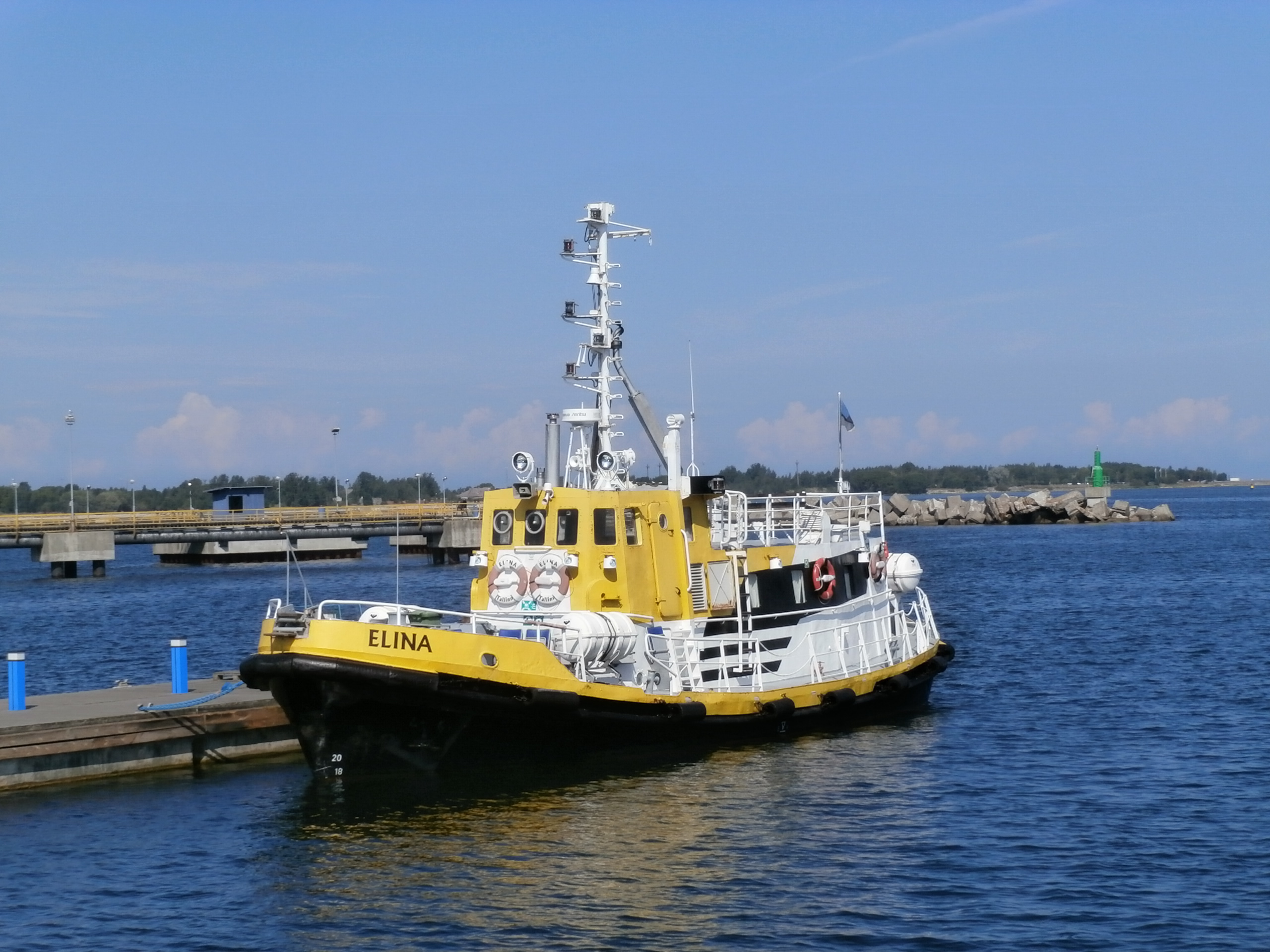
Typgleiches Boot der DARSSER ORT (I)
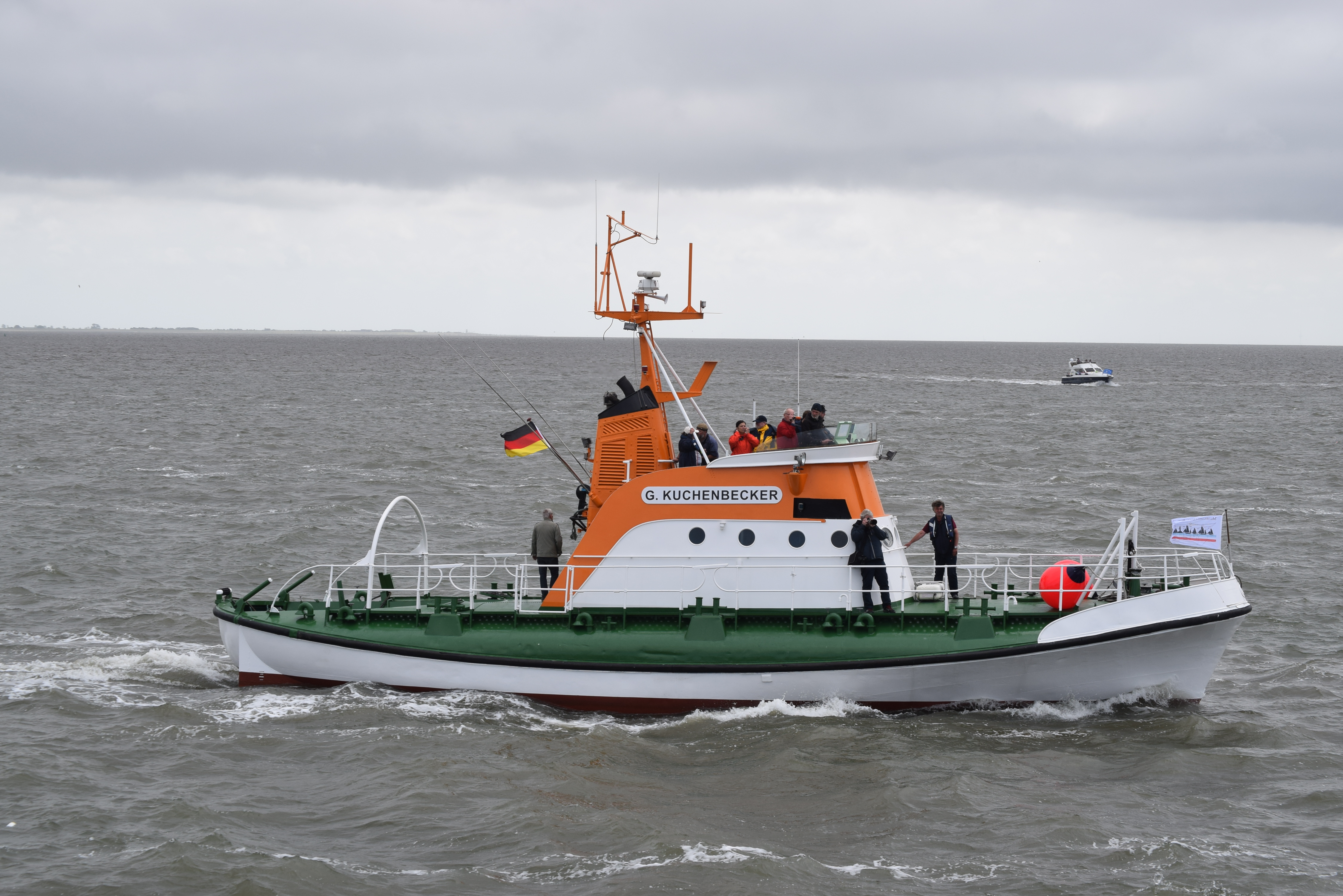
G. KUCHENBECKER
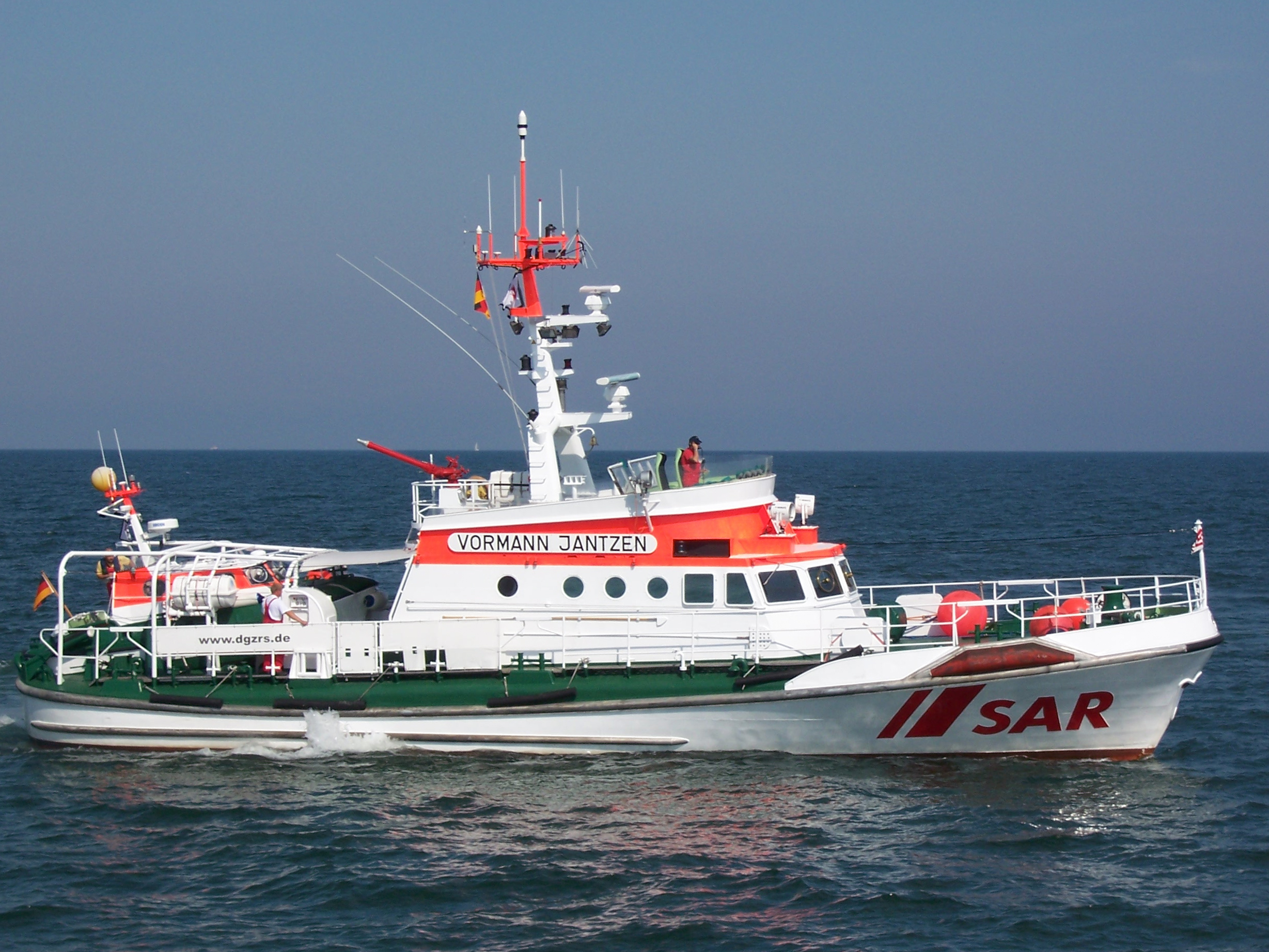
Seenotkreuzer VORMANN JANTZEN
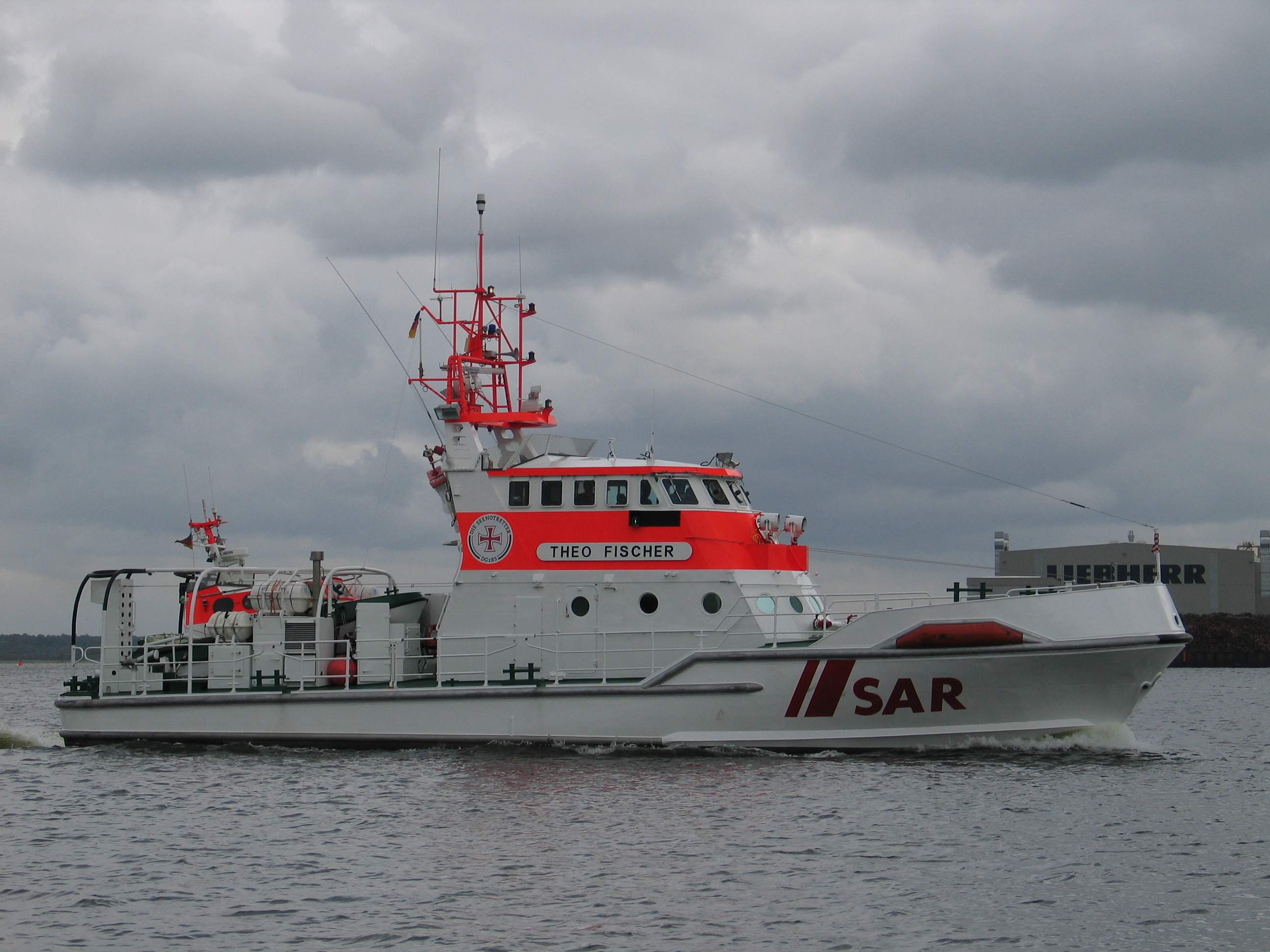
Seenotkreuzer THEO FISCHER